# Lago Tonolli
Der Lago Tonolli ist ein runder und saisonal zugefrorener See an der Scott-Küste des ostantarktischen Viktorialands. Er liegt 30 km nordöstlich des Mount Gerlache.
Giuseppe Orombelli entdeckte ihn bei einer von 1986 bis 1987 durchgeführten italienischen Antarktisexpedition. Vittorio Liberia vermaß ihn 1988 und nahm die Benennung vor. Namensgeber ist der italienische Limnologe Vittorio Tonolli (1913–1967), Direktor des staatlichen italienischen Instituts für Hydrobiologie in Pallanza am Lago Maggiore (heute Consiglio Nazionale delle Ricerche) von 1950 bis 1967.